# Парламентские выборы в Габоне (2006)
Парламентские выборы в Габоне проходили 17 декабря 2006 года, в семи избирательных округах они были перенесены на 24 декабря из-за технических проблем. Правящая Габонская демократическая партия получила 82 из 120 мест, в то время как другие партии, поддерживавшие президента Омара Бонго, включая Национальное движение лесорубов под руководством Поля Мба Абессоля (при этом сам Абессоль проиграл премьер-министру Жану Эйге Ндонгу), получили ещё 17 мест. Среди других пропрезидентских партий были Демократический и республиканский альянс, Круг либеральных реформаторов и Социал-демократическая партия.
Оппозиция получила 17 мест. Союз габонского народа стал самой крупной оппозиционной партией, получив 8 мест Национального собранания. Среди других оппозиционных партий, получивших представительство в парламенте были Габонский союз за демократию и развитие, Габонская прогрессивная партия, Конгресс за демократию и справедливость, Африканский форум за реконструкцию и Национальное движение лесорубов — Демократическое.

## Результаты
| Партия                                                                                     | Голоса | % | Места | +/–   |
| ------------------------------------------------------------------------------------------ | ------ | - | ----- | ----- |
| Габонская демократическая партия                                                           |        |   | 82    | –4    |
| Национальное движение лесорубов — Ралли за Габон                                           |        |   | 8     | 0     |
| Союз габонского народа                                                                     |        |   | 8     | +8    |
| Габонский союз за демократию и развитие                                                    |        |   | 4     | новая |
| Демократический и республиканский альянс                                                   |        |   | 3     | 0     |
| Габонская прогрессивная партия                                                             |        |   | 2     | –1    |
| Круг либеральных реформаторов                                                              |        |   | 2     | 0     |
| Социал-демократическая партия                                                              |        |   | 2     | +1    |
| Движение африканского развития                                                             |        |   | 1     | 0     |
| Африканский форум за реконструкцию                                                         |        |   | 1     | +1    |
| Конгресс за демократию и справедливость                                                    |        |   | 1     | 0     |
| Национальное движение лесорубов — Демократическое                                          |        |   | 1     | 0     |
| Движение республиканских демократов                                                        |        |   | 1     | новая |
| Независимые                                                                                |        |   | 4     | –8    |
| Всего                                                                                      |        |   | 120   | 0     |
| Источник: African Elections Database Архивная копия от 13 сентября 2018 на Wayback Machine |        |   |       |       |

## Последствия
В 20 избирательных округах результаты были аннулированы Конституционным судом из-за фальсификаций и технических проблем. Перевыборы прошли 10 июня 2007 года, однако явка была крайне низкой. При этом 11 мест выиграла правящая партия, её союзники получили 6 мест, а оппозиция — 2; одно место отошло беспартийному кандидату.